# Туризм в Северной Македонии

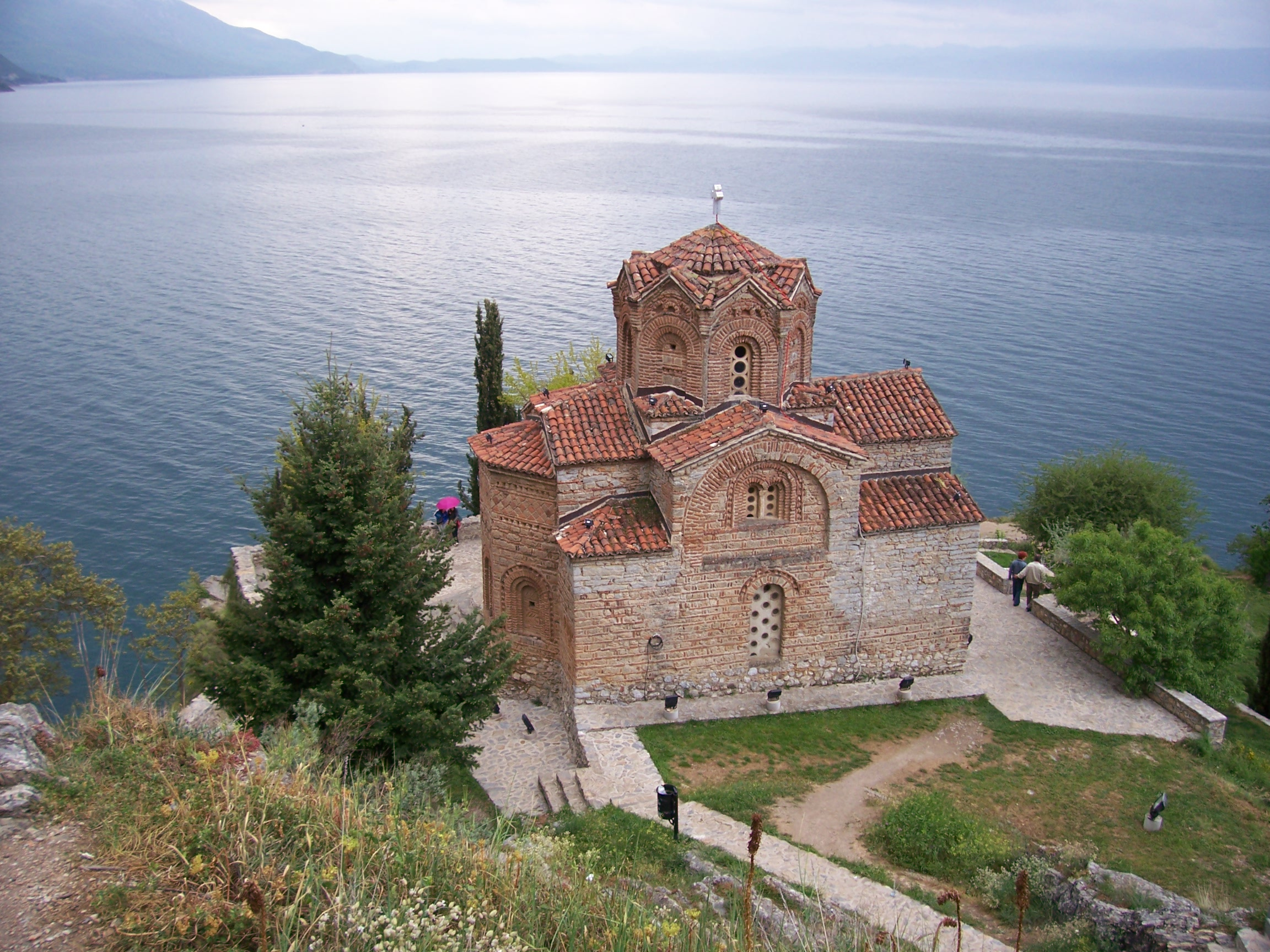
Храм Святого Иоанна в Канео. Вид на озеро Охрид

Туризм в Северной Македонии — важный фактор экономики страны. В стране расположено большое количество природных и культурных достопримечательностей, то делает её привлекательной туризма.
В 2014 году страну посетило около 735 650 туристов.

## Статистика
Число приезжающих из-за рубежа туристов в Северную Македонии постоянно увеличивается — с марта 2008 года по сравнению с мартом 2007 года — на 44,7 %. Число внутренних туристов в период с января по март 2008 года по сравнению с аналогичным периодом прошлого года, увеличилось на 23,5 %.
Наибольшее число туристов в 2012 году посетило юго-западные районы страны (251 462), за ними следует город Скопье (164 077), юго-восточные районы (106 978). В Пелагонии побывало 72 054 туриста.
Иностранных туристов в 2012 году больше всего приезжает из Турции (50 406), Греции (43 976), Сербии (36 530) и Нидерландов (27 000).

## Туристические объекты

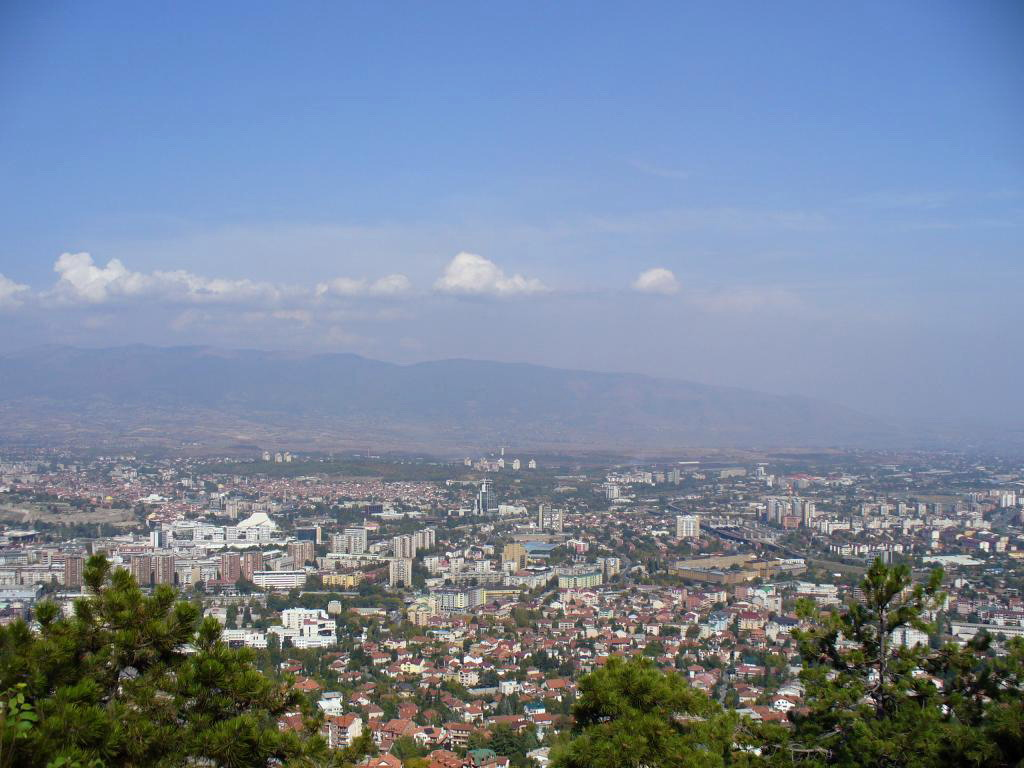
Скопье

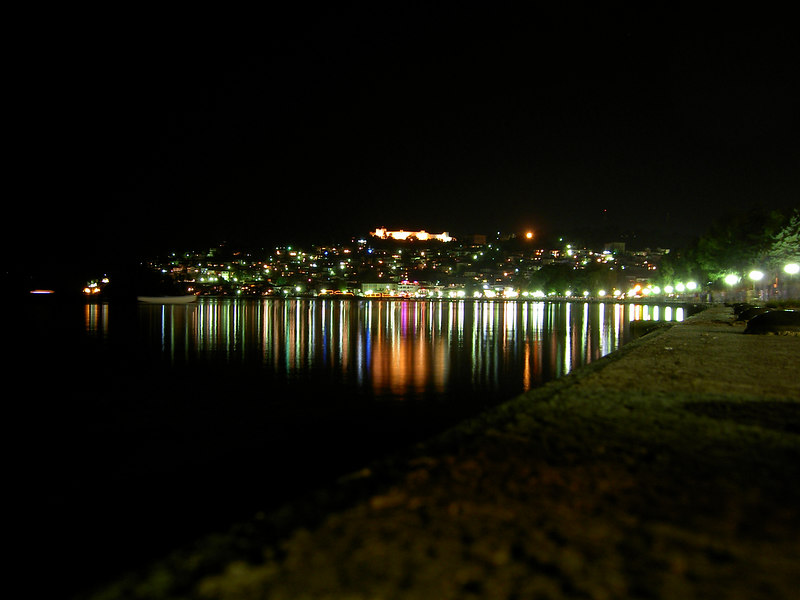
Охрид

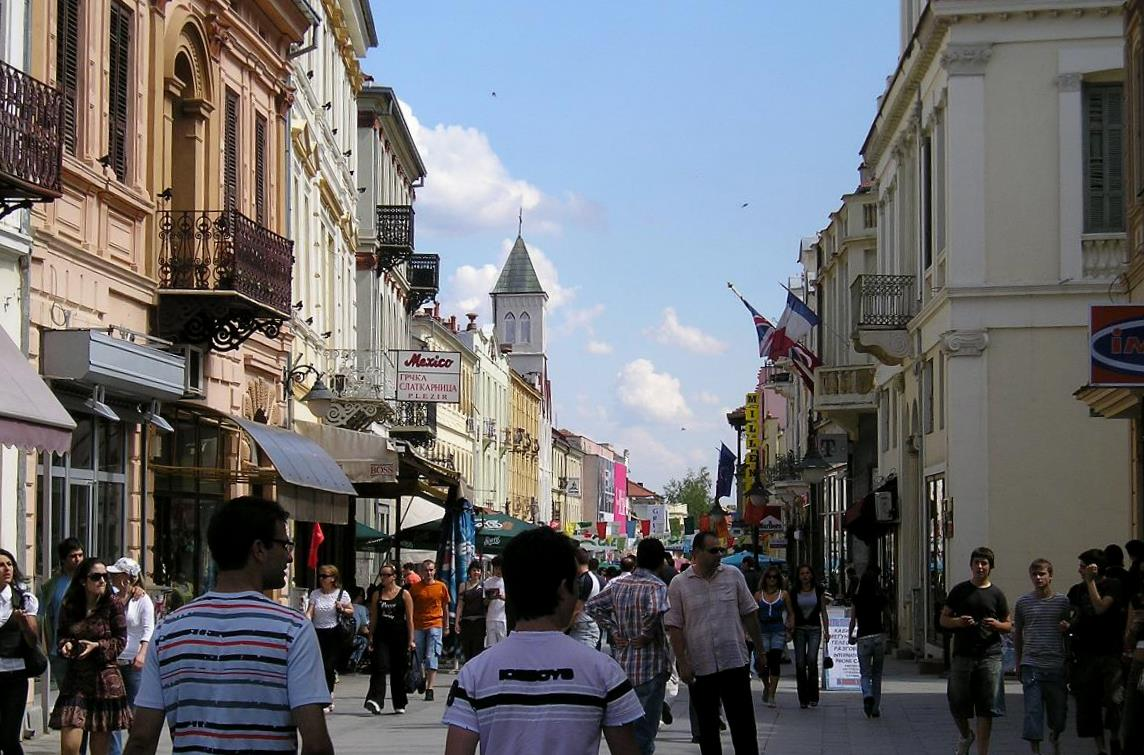
Битола

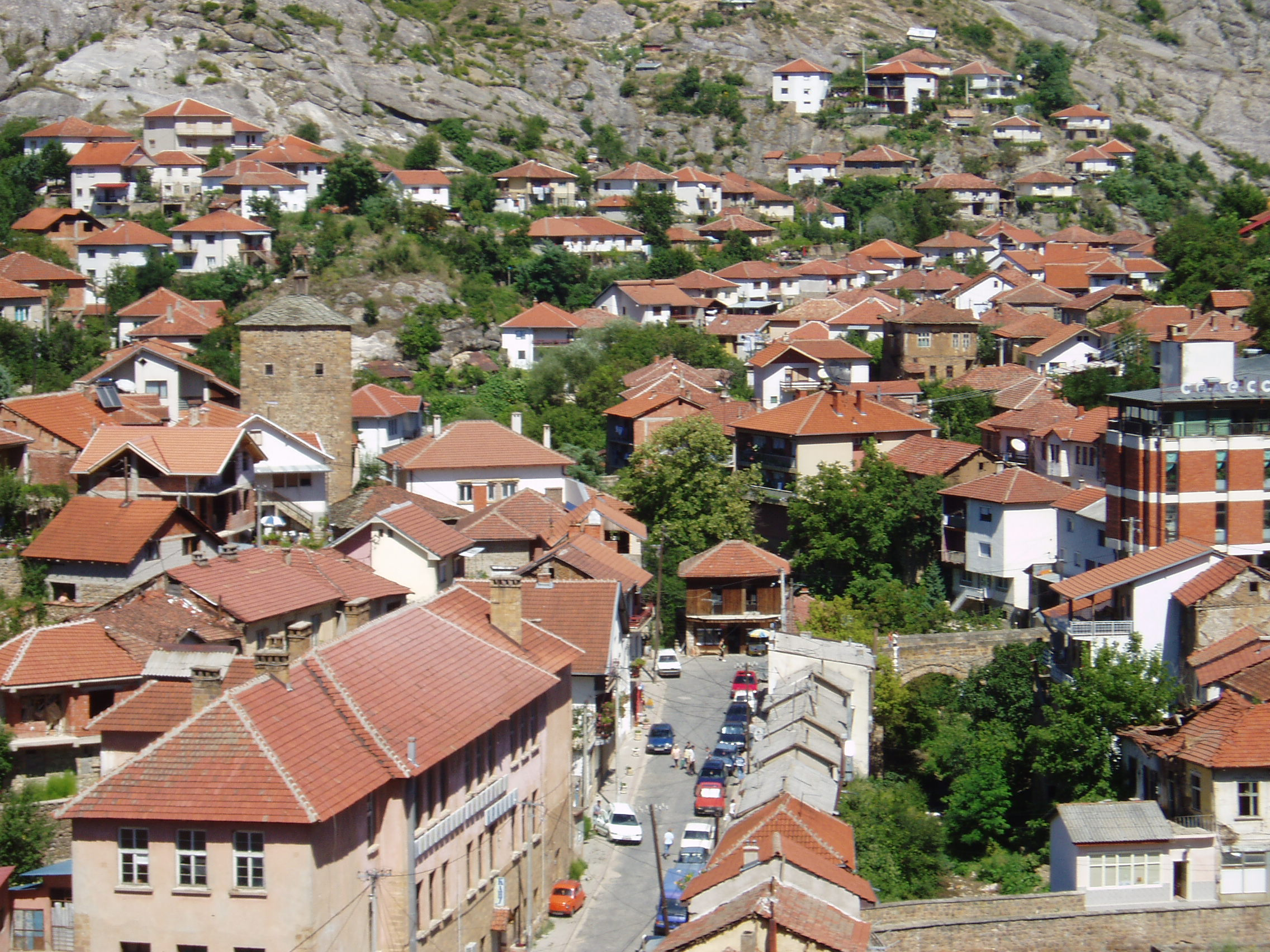
Кратово

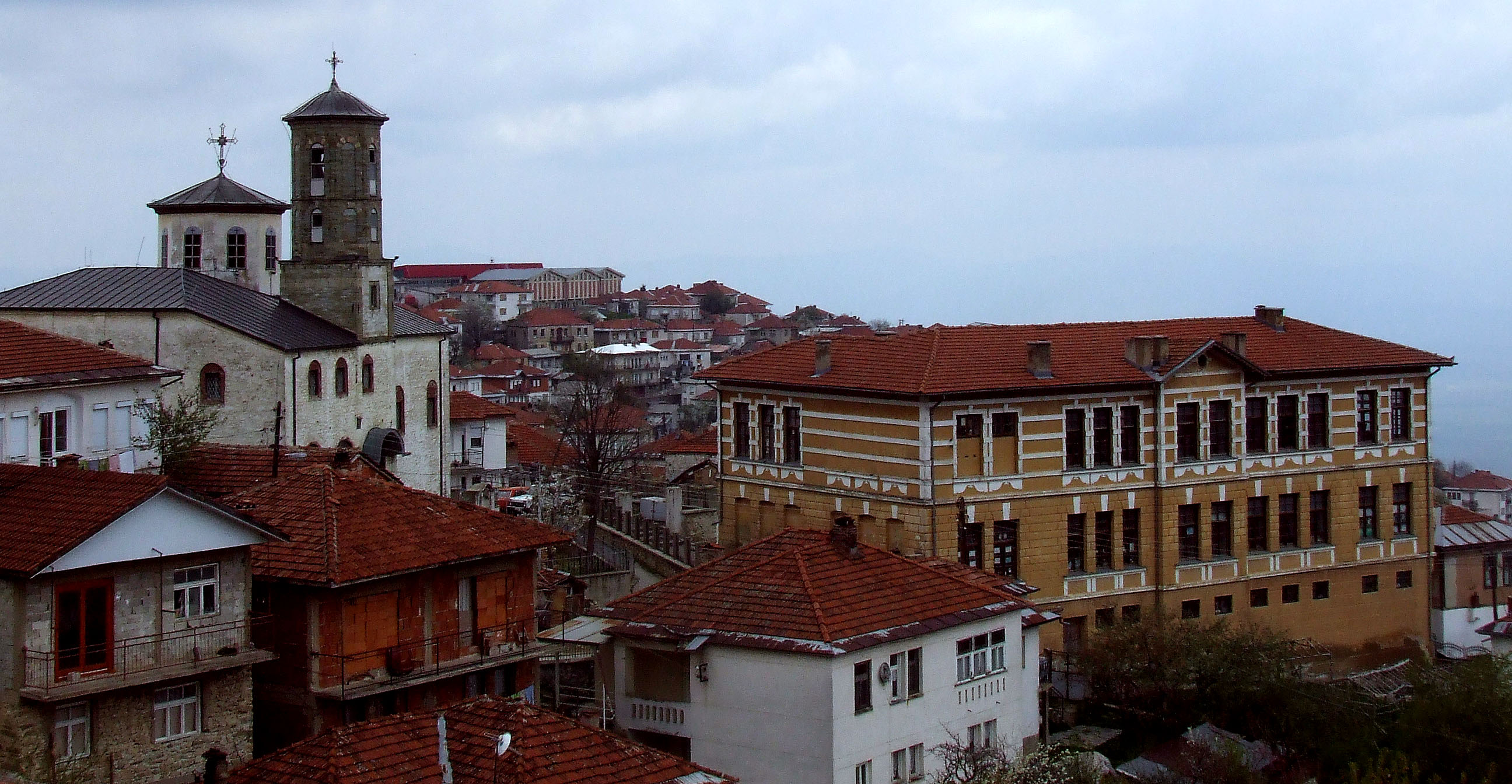
Крусево

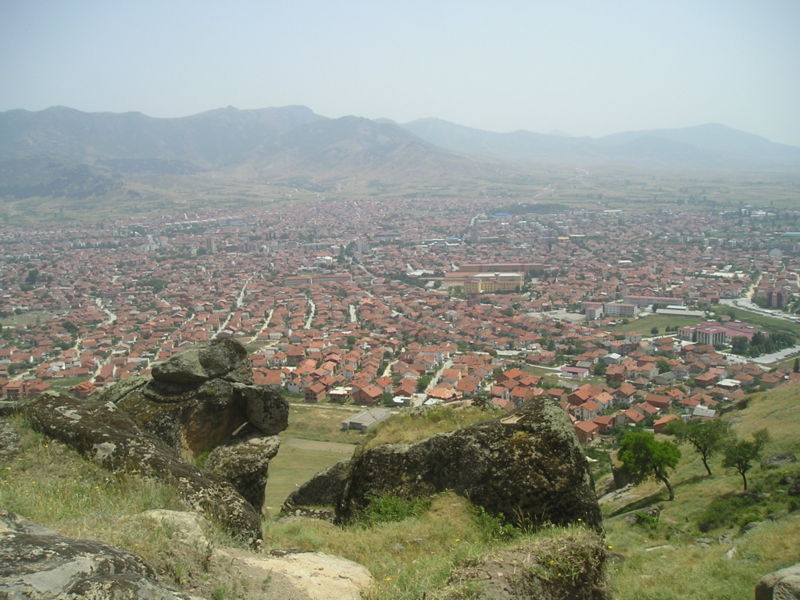
Прилеп

Наибольший интерес туристов привлекают следующие места:
- Скопье — столица и самый крупный город страны, расположен в её северной части на реке Вардар. Скопье — древний город с большим количеством археологических памятников и музеев.
- Охрид — объект всемирного наследия ЮНЕСКО, находится в юго — западной части страны на восточном берегу Охридского озера Город популярен у туристов из — за наличия пляжей и благоприятных природных условий. Охрид также имеет много исторических памятников, таких как крепость Самуила и Античный театр.
- Битола — второй по величине город, расположенный в южной части страны. Битола также имеет богатую историю. Здесь много старых церквей, музеев.

В других городах и населенных пунктах страны, таких как Кратово, Прилепа, Струмице и Струга также много достопримечательностей.

## Национальные парки и природные заповедники

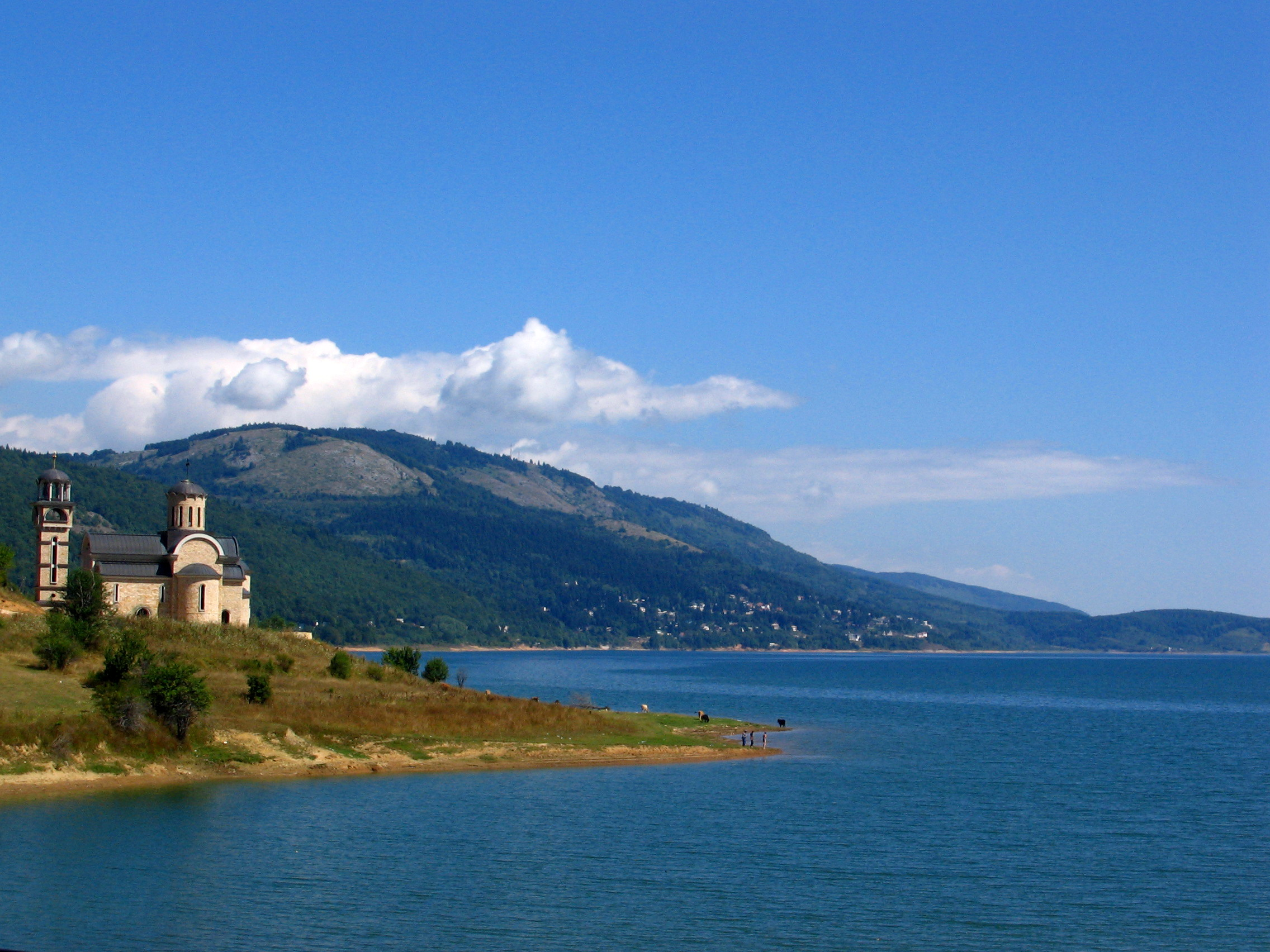
Озеро Маврово

Северная Македония имеет три национальных парка и 33 природных заповедника:
- Маврово — третий по размерам национальный парк, расположенный в северо — западной части страны, является самым крупным из трех национальных парков. Здесь есть речные долины, ущелья, водопады, пещеры и других природные достопримечательности. Площадь парка — 73 088 га. Территория парка с 1948 года находится под охраной. В парке находятся горные массивы: Кораб (2764 м), Дешат (2375 м), частично — горный массив Шар (2747 м), горный массив Бистра (2163 м) и на севере парка — массив Крчин.
- Пелистер — самый маленький из трех национальных парков страны, расположен в южной части страны, недалеко от Битола. В парк входит территория, прилегающая к горе Баба. На вершине этой горы находятся два ледниковые озера, известные «горные глаза».
- Галичица — второй по величине национальный парк в стране, расположенный между озером Охрид и озером Преспа. Парк является домом для множества видов флоры и фауны.
- Птичий Заповедник Езерени — природный заповедник, расположенный на северном берегу озера Преспа. Здесь обитает более чем 120 различных видов птиц[4].
- Тиквеш — природный заповедник, расположенный в 30 км к юго — востоку от Кавардарцами, является природным заповедником, занимающим площадь около 100 квадратных километров. В заповеднике водятся 23 вида хищных птиц. Тиквеш считается одним из самых важных орнитологических мест в Европе.
- Локви-Голево-Коняри — природный заповедник, расположенный недалеко от Крусево, является природным заповедником на месте некогда огромного болота.

## Фестивали в Северной Македонии
В стране проводятся следующие фестивали: Балканский фестиваль народных песен и танцев, ежегодный Фестиваль фольклорной музыки и танца, фестиваль «Свадьба», Международный детский музыкальный фестиваль «Звёздочки», международный конкурс на озере Охрид.

## Галерея

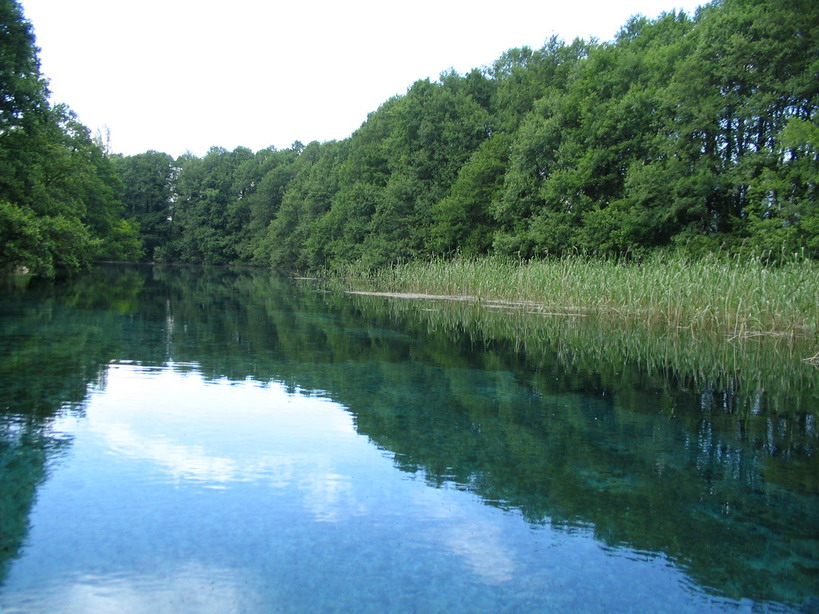
Река Черный Дрин
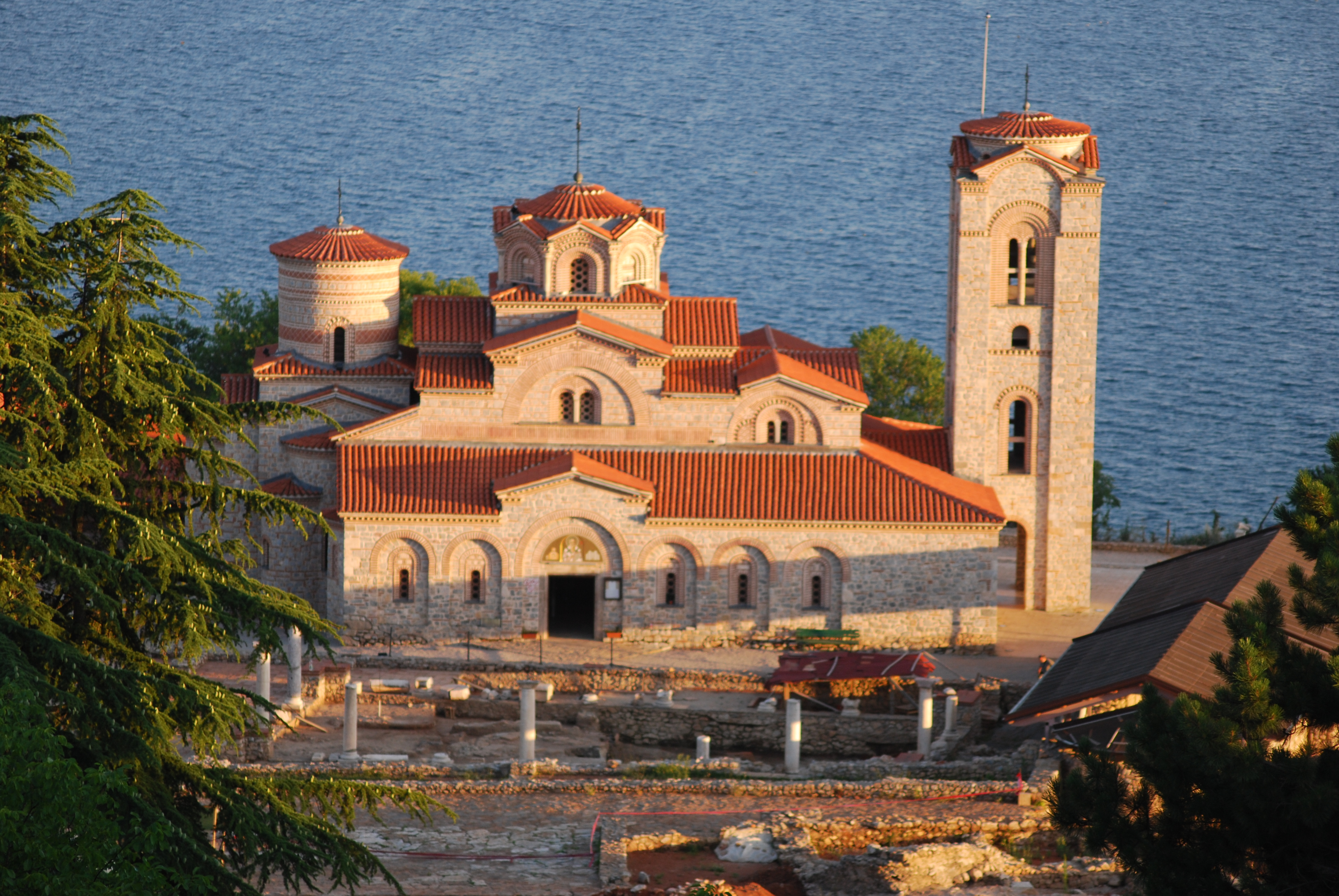
Храм Святого Пантелеймона. Охрид.
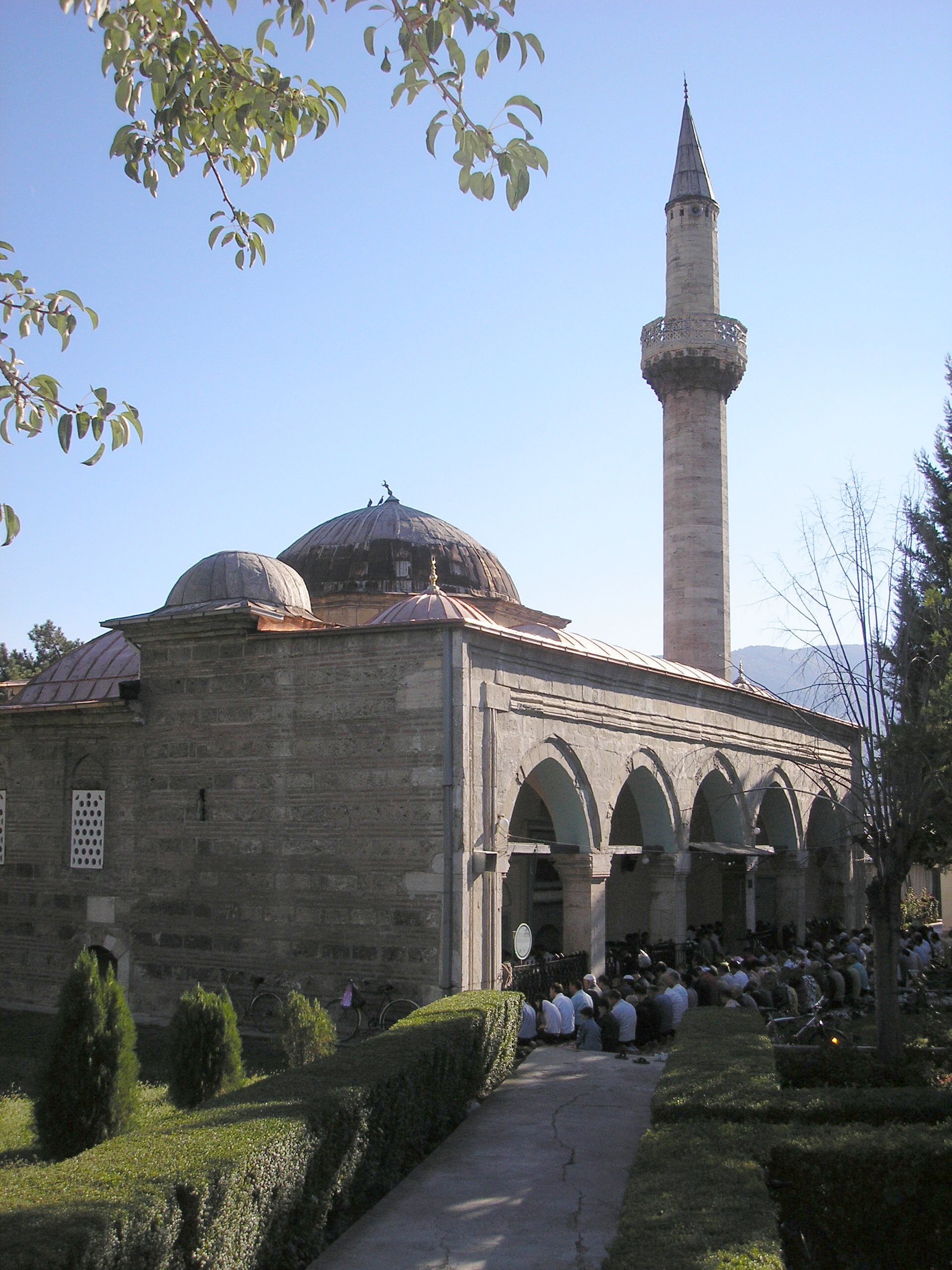
Мечеть в Скопье
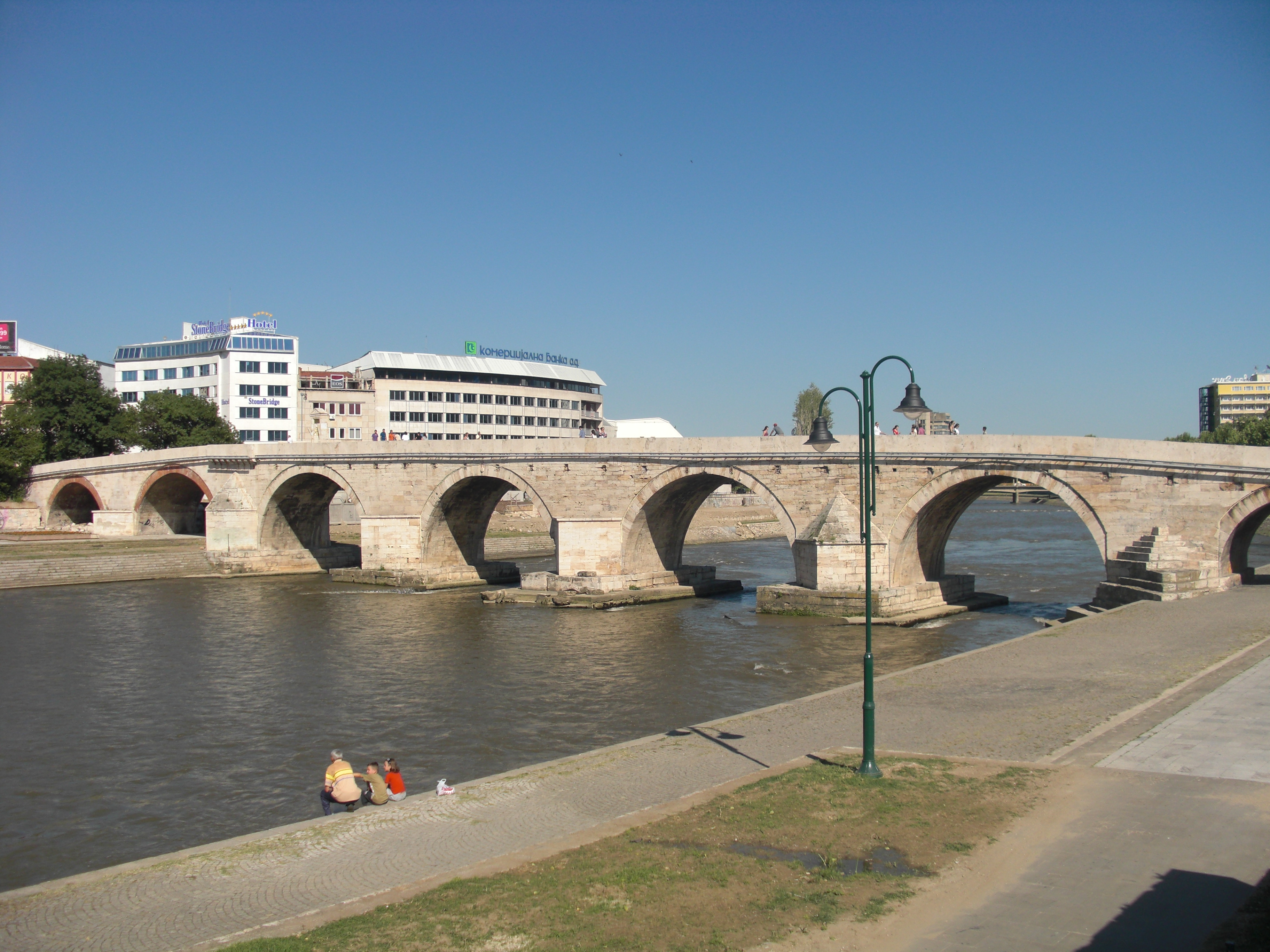
Мост в Скопье
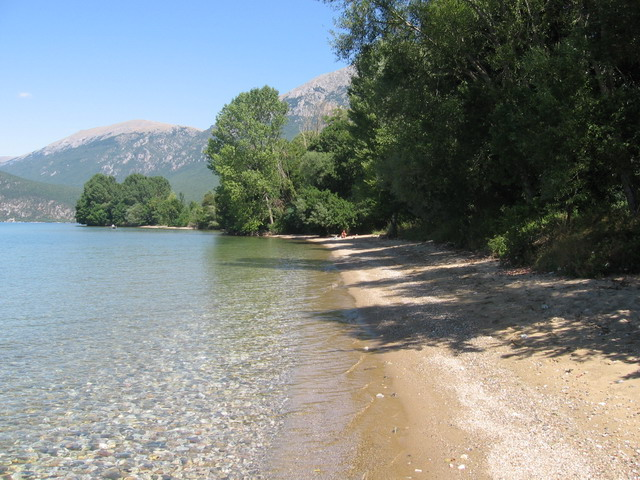
Пляж около Охрида
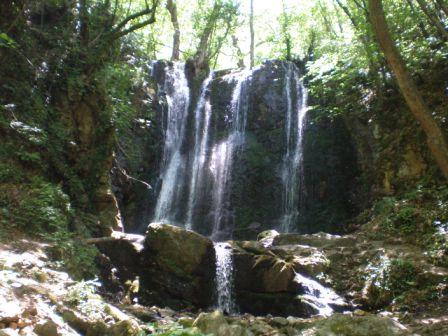
Водопад в Колесино
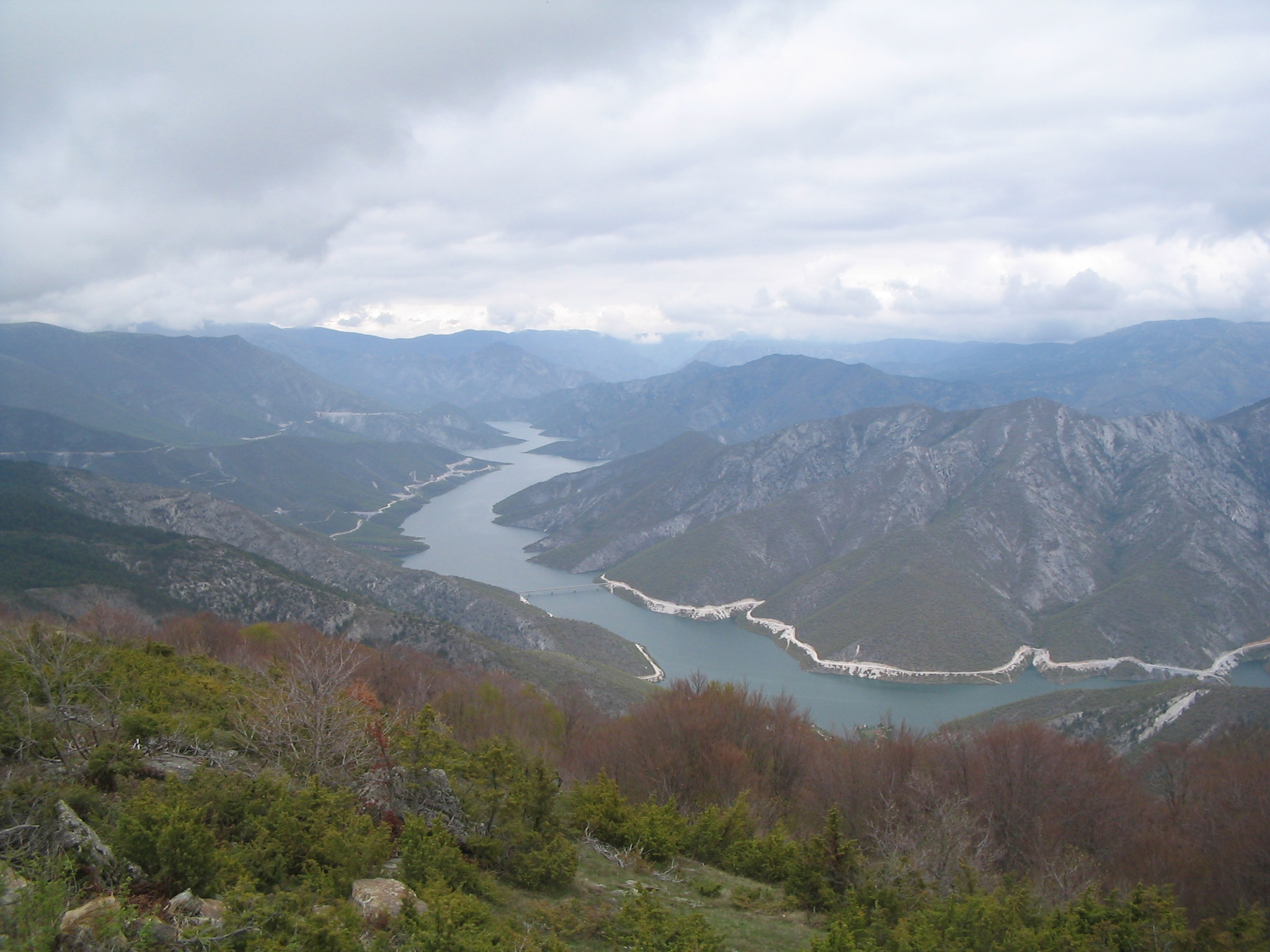
Козяковская гидроэлектростанция
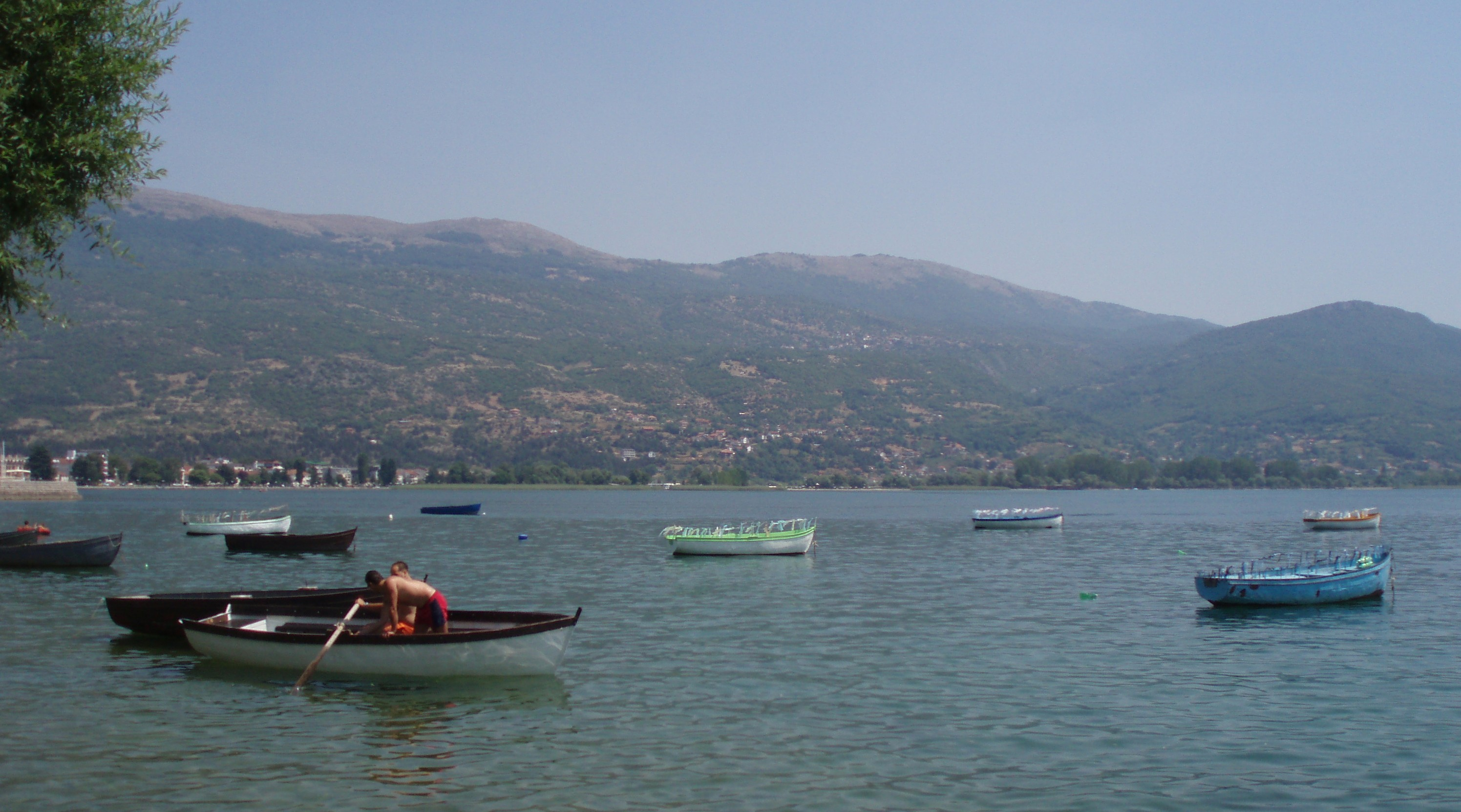
Озеро Охрид
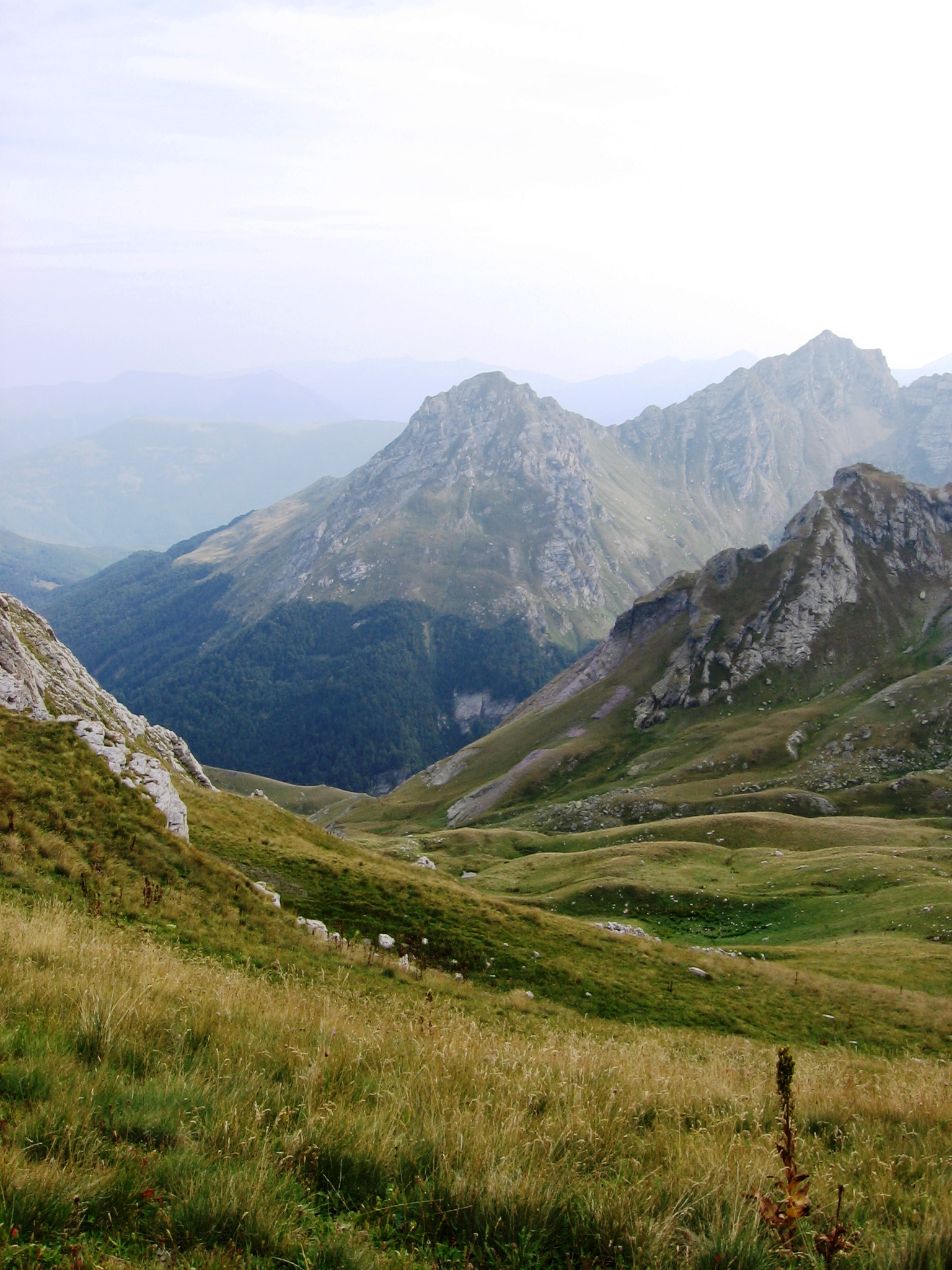
Гора Кораб
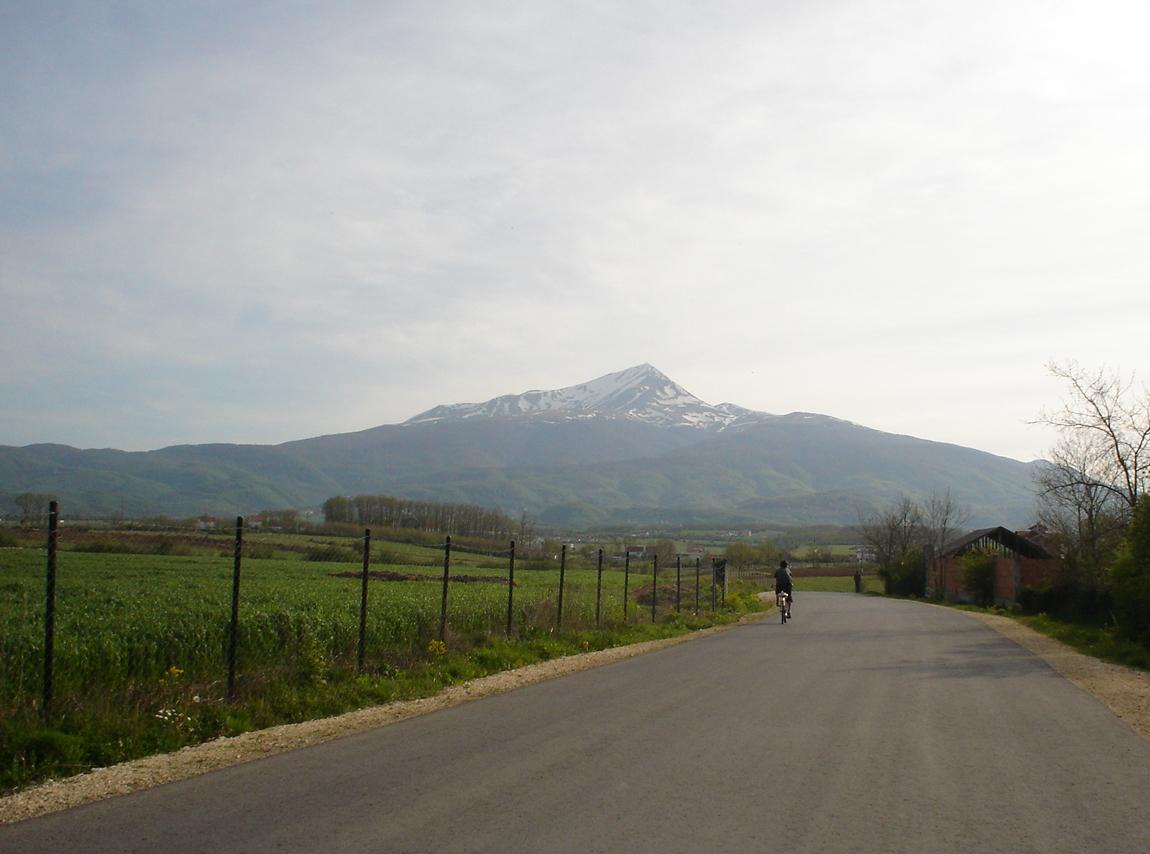
Люботен
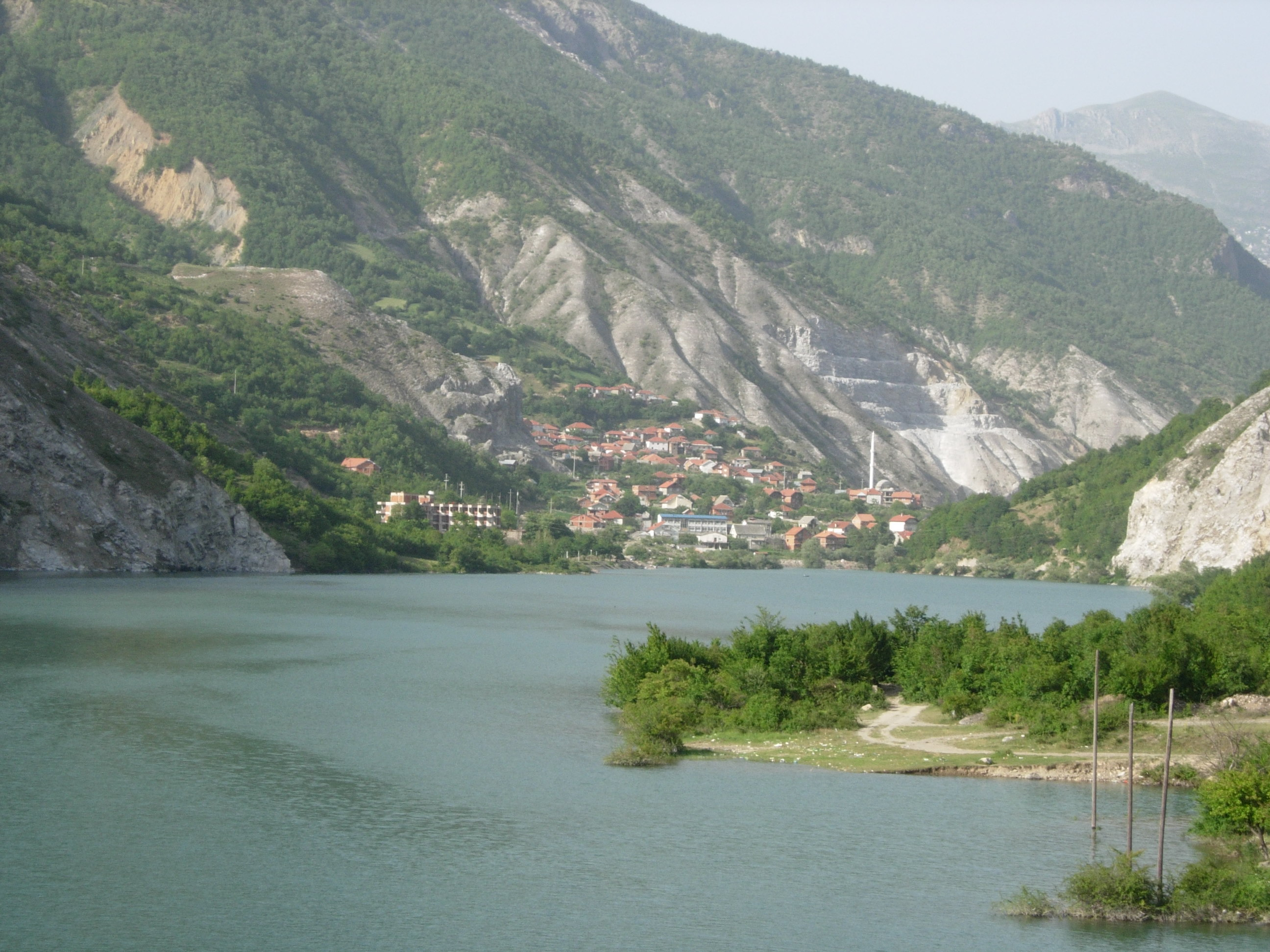
Река Радика
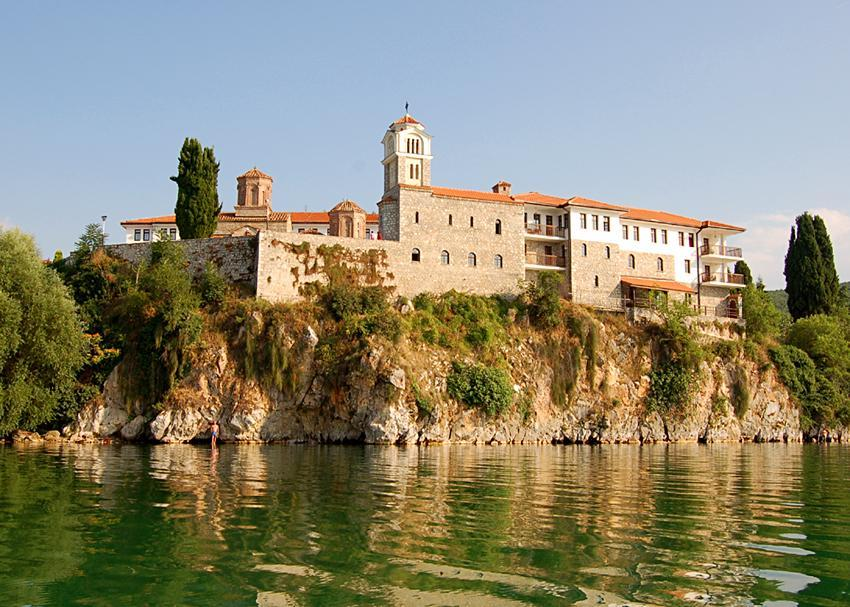
Монастырь Святого Наума у озера Охрид
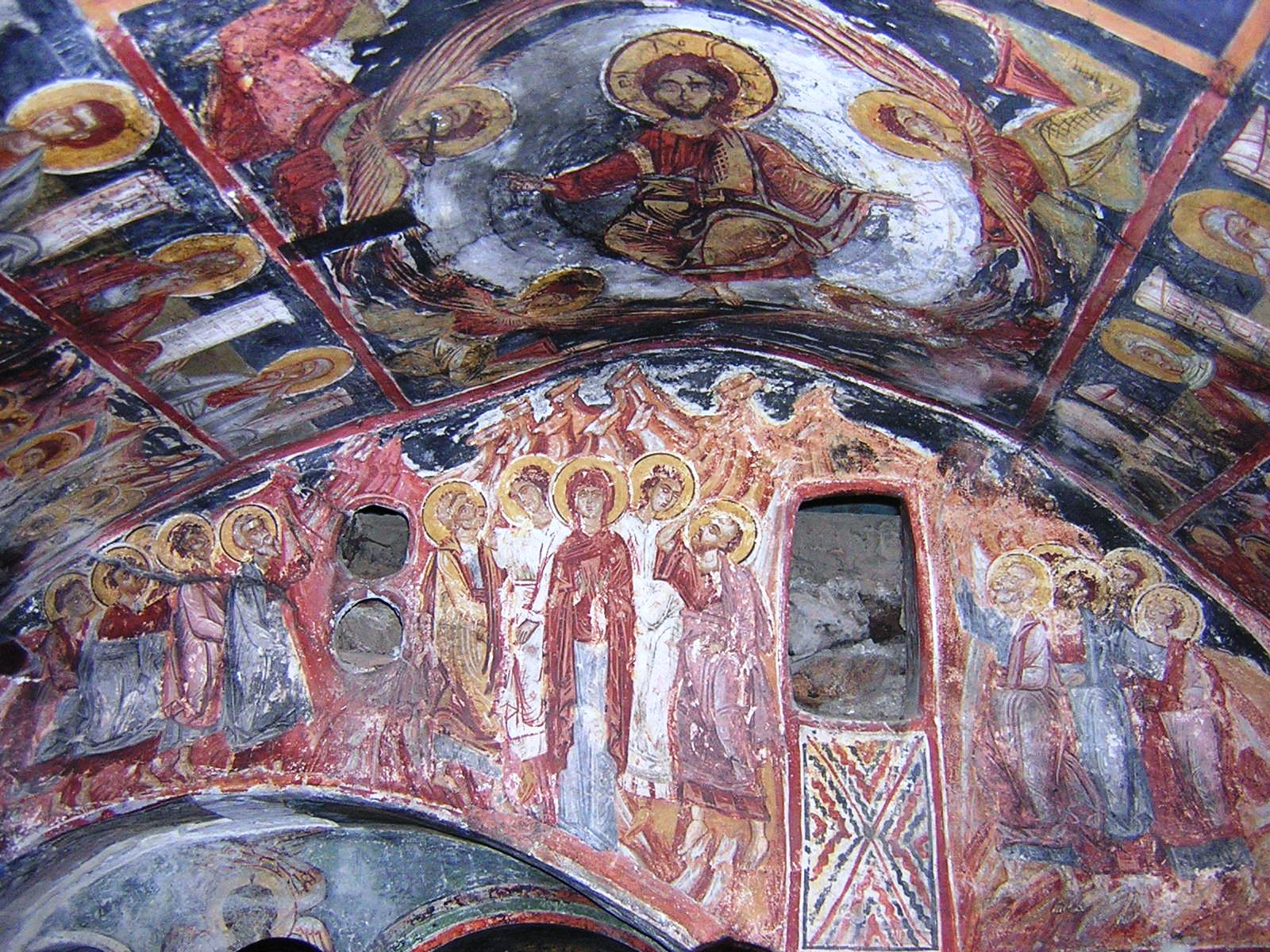
Фрески в храме Святого Калисте
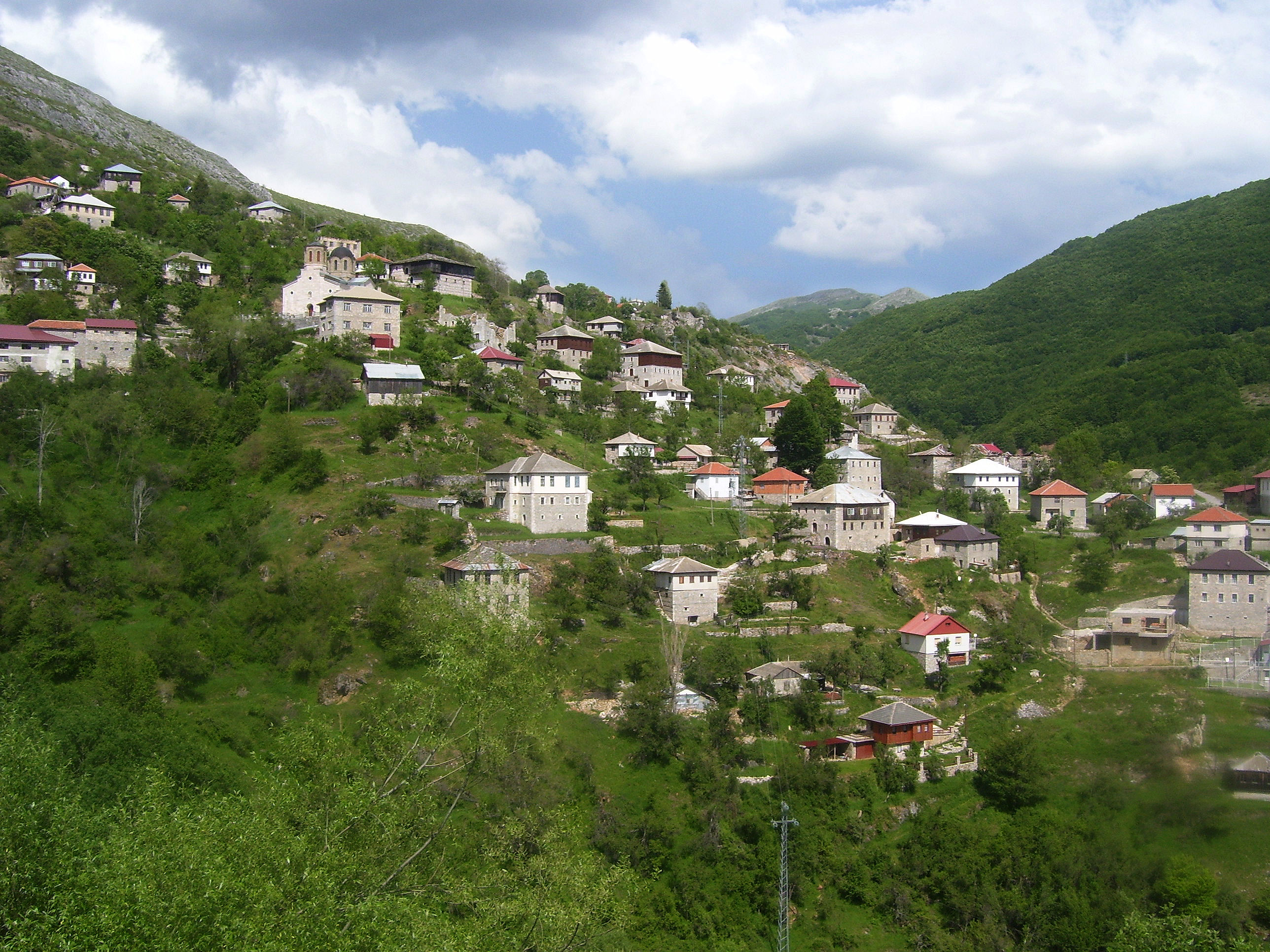
Галичник
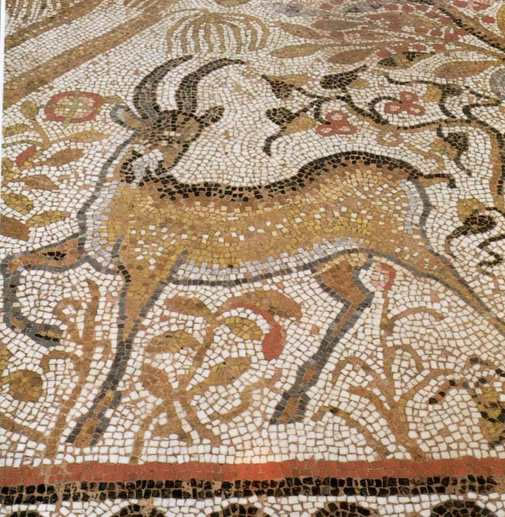
Мозаика в храме Геракла
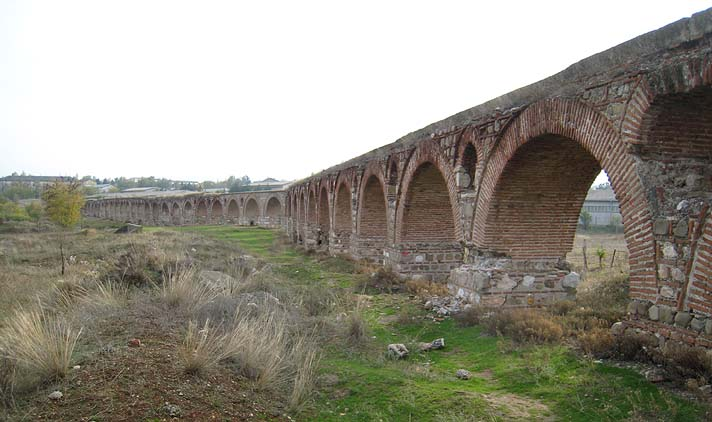
Акведук в Скопье